# Lodhran
Lodhran (Urdu لودهراں) ist die Hauptstadt des Distrikt Lodhran in der Provinz Punjab in Pakistan. Sie liegt an der Nordseite des Flusses Sutluj.

## Galerie

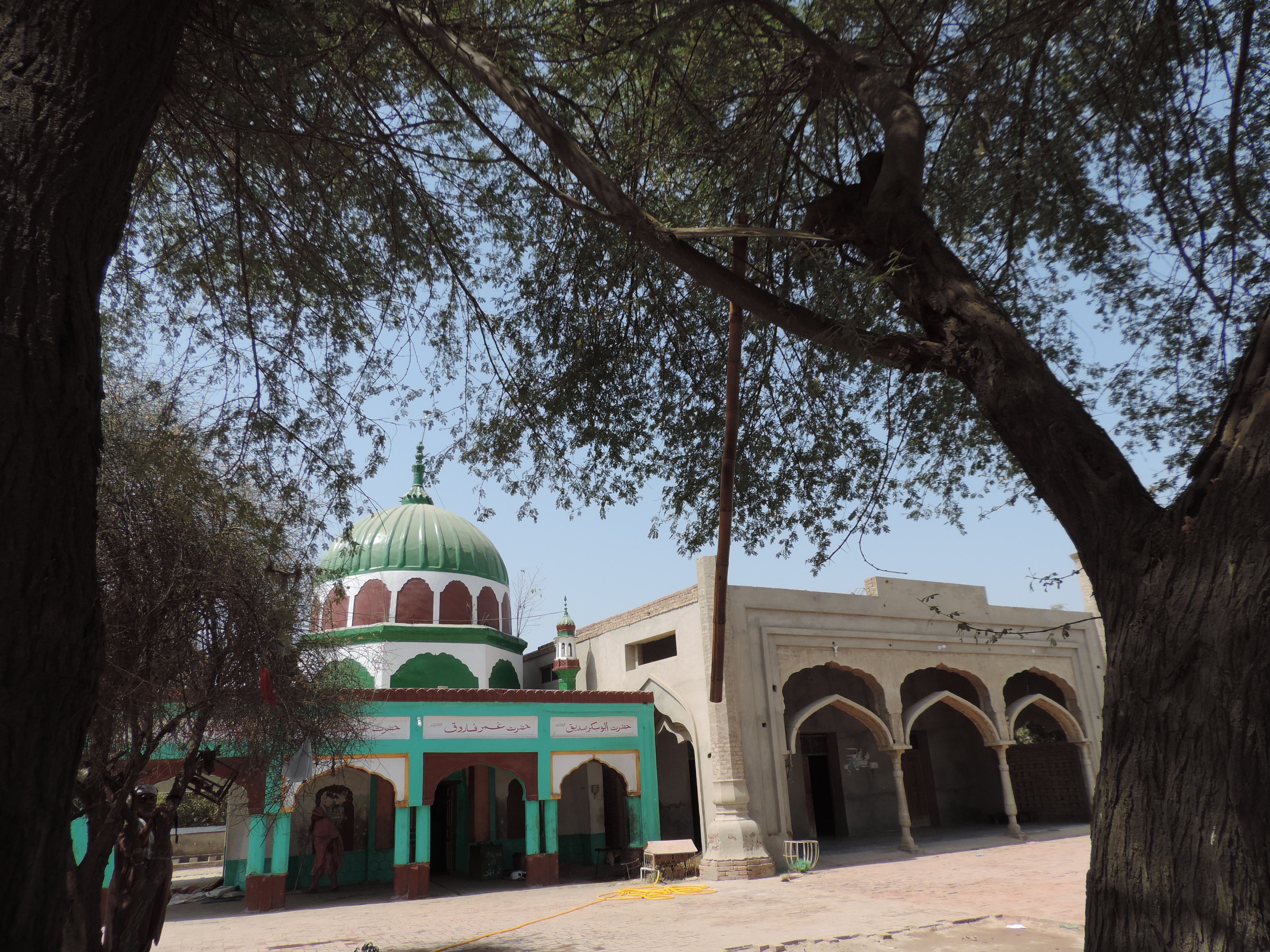
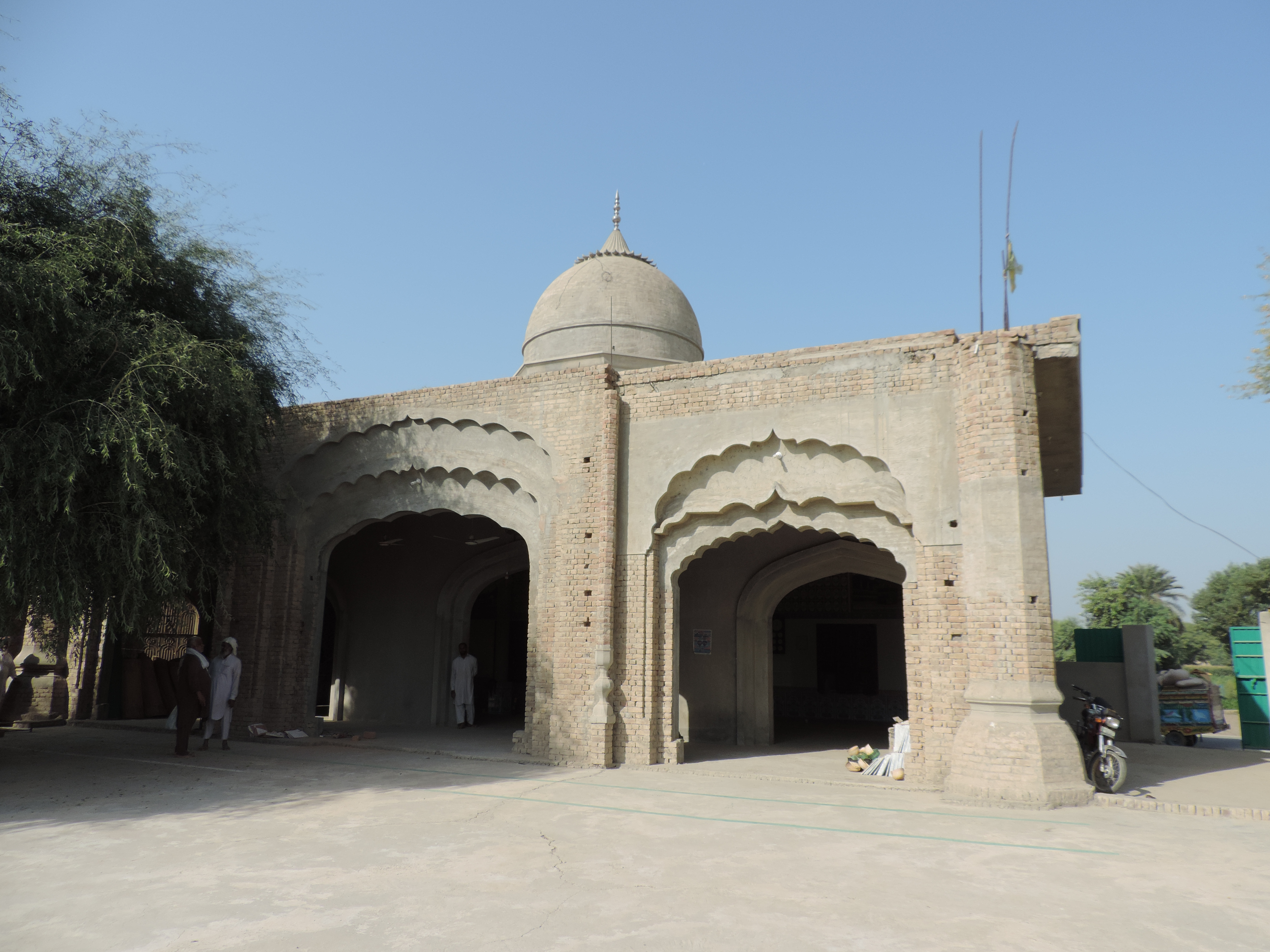

## Bevölkerungsentwicklung
| Zensusjahr | Einwohnerzahl |
| ---------- | ------------- |
| 1972       | 14.232        |
| 1981       | 21.791        |
| 1998       | 65.501        |
| 2017       | 117.851       |